# Żabi Potok Białczański
Żabi Potok Białczański (słow. Žabí Bialčanský potok, niem. Froschbach, węg. Békás-patak) – potok płynący Doliną Żabich Stawów Białczańskich w słowackich Tatrach Wysokich. Jest głównym ciekiem wodnym tej doliny. Wypływa z Niżniego Żabiego Stawu Białczańskiego, płynie na północ w kierunku Polany pod Żabiem w Dolinie Białej Wody. W jej okolicach wpada do Białej Wody jako jej lewy dopływ.

## Szlaki turystyczne
– niebieski szlak z Łysej Polany wzdłuż Białki i Białej Wody (przechodzi mostkiem na Żabim Potoku Białczańskim w okolicach Polany pod Żabiem), biegnie dalej do Doliny Litworowej, stamtąd do Kotła pod Polskim Grzebieniem i na Rohatkę.
- Czas przejścia z Łysej Polany do rozdroża pod Polskim Grzebieniem: 4:55 h, ↓ 4:25 h
- Czas przejścia od rozdroża na Rohatkę: 45 min, ↓ 35 min